# 여서정
여서정(呂書晶, 2002년 2월 20일~)은 대한민국의 체조 선수로 주 종목은 도마이다. 2020년 하계 올림픽에 참가하여 여자 도마 종목에서 동메달을 획득했다.

## 경력
경기도 용인시에서 1996년 하계 올림픽에서 은메달을 획득한 체조 선수인 여홍철의 차녀로 태어났다. 어머니인 김채은도 국가대표 체조 선수로 활동했다.
9살 때 체조를 시작했으며 2018년에 처음으로 국가대표로 발탁되었다. 그 해 2월 포르투갈 기마랑이스에서 열린 챌린지컵을 통해 처음으로 국제 대회에 출전했다. 같은 해 인도네시아 자카르타에서 열린 2018년 아시안 게임에 참가하여 여자 도마에서 우즈베키스탄의 옥사나 추소비티나와 조선민주주의인민공화국의 변례영을 누르고 금메달을 획득했다.
코로나로 인해 1년 연기되어 2021년 일본 도쿄에서 열린 2020년 하계 올림픽에 참가하면서 선수 경력 첫 올림픽에 출전했다. 여서정은 이 대회 여자 도마 종목에서 동메달을 획득했다. 그녀는 예선에서 4위를 기록했고 결선에서 브라질의 헤베카 안드라지와 미국의 미케일라 스키너의 뒤를 이어 3위에 올랐다. 여서정의 동메달은 대한민국의 선수가 올림픽 여자 기계 체조 종목에서 처음으로 획득한 메달이다. 또한 대한민국 최초로 아버지와 딸이 올림픽에서 메달을 획득한 '부녀(父女) 메달리스트'가 되었다.
2023년에는 항저우에서 열리는 2022년 아시안 게임이 연기되면서 9월에 벨기에 안트베르펜에서 열리는 2023년 세계 선수권 대회 일정과 겹치자 세계 선수권 대회 출전을 위해 아시안 게임 출전을 포기했다. 2023년 세계 선수권 대회 도마 종목에서 브라질의 안드리지와 미국의 시몬 바일스의 뒤를 이어 동메달을 획득하여 대한민국 여자 기계 체조 선수로는 최초로 세계 선수권 대회 메달을 획득했다. 또한 단체전에도 출전하여 최종 11위에 오르면서 2024년 하계 올림픽 여자 단체전 출전권을 획득했다.